# Resolutie 1144 Veiligheidsraad Verenigde Naties
Resolutie 1144 van de Veiligheidsraad van de Verenigde Naties werd unaniem door de VN-Veiligheidsraad aangenomen op 19 december 1997.

## Achtergrond
In 1980 overleed de Joegoslavische leider Tito, die decennialang de bindende kracht was geweest tussen de zes deelstaten van het land. Na zijn dood kende het nationalisme een sterke opmars, en in 1991 verklaarden verschillende deelstaten zich onafhankelijk. Zo ook Bosnië en Herzegovina, waar in 1992 een burgeroorlog ontstond tussen de Bosniakken, Kroaten en Serviërs. Deze oorlog, waarbij etnische zuiveringen plaatsvonden, ging door tot in 1995 vrede werd gesloten. Hierop werd de NAVO-operatie IFOR gestuurd die de uitvoering ervan moest afdwingen. Die werd in 1996 vervangen door SFOR, die op zijn beurt in 2004 werd vervangen door de Europese operatie EUFOR Althea.

## Inhoud

### Waarnemingen
De UNMIBH-missie en vooral de Internationale Politie-Taskforce, IPTF, deden belangrijk werk in Bosnië en Herzegovina. Ze herstructureerden de politie, zorgden voor opleiding, deden wapeninspecties, promootten bewegingsvrijheid en hielpen met de verkiezingen. De IPTF-waarnemers waren voor hun veiligheid volledig aangewezen op een internationale militaire macht.

### Handelingen
Het mandaat van UNMIBH, inclusief IPTF, werd verlengd tot 21 juni 1998. Op aanbeveling van de Vredesuitvoeringsconferentie in Bonn mocht secretaris-generaal Kofi Annan de IPTF herstructureren. Hem werd ook gevraagd om de drie maanden te rapporteren over de missie, en vooral over de te creëren IPTF-eenheden die de Bosnische politie zouden opleiden.
Ten slotte huldigde de Veiligheidsraad de slachtoffers van een helikoptercrash op 17 september in Bosnië en Herzegovina, waarbij leden van het kantoor van de Hoge Vertegenwoordiger van de VN en de IPTF waren geweest.

## Verwante resoluties
- Resolutie 1140 Veiligheidsraad Verenigde Naties
- Resolutie 1142 Veiligheidsraad Verenigde Naties
- Resolutie 1145 Veiligheidsraad Verenigde Naties
- Resolutie 1147 Veiligheidsraad Verenigde Naties (1998)

Lijst ·  1093 ·  1094 ·  1095 ·  1096 ·  1097 ·  1098 ·  1099 ·  1100 ·  1101 ·  1102 ·  1103 ·  1104 ·  1105 ·  1106 ·  1107 ·  1108 ·  1109 ·  1110 ·  1111 ·  1112 ·  1113 ·  1114 ·  1115 ·  1116 ·  1117 ·  1118 ·  1119 ·  1120 ·  1121 ·  1122 ·  1123 ·  1124 ·  1125 ·  1126 ·  1127 ·  1128 ·  1129 ·  1130 ·  1131 ·  1132 ·  1133 ·  1134 ·  1135 ·  1136 ·  1137 ·  1138 ·  1139 ·  1140 ·  1141 ·  1142 ·  1143 ·  1144 ·  1145 ·  1146